# Cassephyra accreta
Cassephyra accreta là một loài bướm đêm trong họ Geometridae.